# Johann Lorenz Pfeiffer
Johann Lorenz Pfeiffer (* 14. August 1662 in Thüringenhausen; † 1. Januar 1743) war ein deutscher lutherischer Theologe und Geistlicher.

## Leben
Johann Lorenz Pfeiffer ist der Sohn eines Thüringenhausener Freisassen. Da dieser bereits früh starb, schickte ihn seine Mutter nach Großenehrich. Dort besuchte er sechs Jahre lang eine Schule, wo er sich fleißig und wissbegierig gab. Die Mutter hatte indessen neu geheiratet. Pfeiffers Stiefvater erkannte dessen Begabung nicht und wollte ihn zum Handwerker ausbilden. Der Freisasse und als gottesfürchtig geltende Großvater Georg Pfeiffer schickte ihn nach Ebeleben, wo der Rektor Kayser das Talent des Jungen zu fördern wusste.
Nach vier Jahren in Ebeleben konnte Pfeiffer 19-jährig an der Universität Erfurt ein Theologiestudium beginnen. Auch besuchte er Vorlesungen über Philosophie und die orientalischen Sprachen und entschloss sich, später Geistlicher zu werden.
Nachdem Pfeiffer 1682 die Magisterwürde erhalten hatte, ging er kurz darauf nach Sondershausen. Von dort aus empfahl ihn der Superintendent Marth an die Universität Jena, um das Studium fortzuführen. Daneben beabsichtigte Pfeiffer, auch die Universität Wittenberg zu besuchen. Dies setzte er nie in die Tat um, da er die Chance hatte, Diaconus an der Erfurter Andreaskirche zu werden. Das Diakonat erhielt er nicht, stattdessen wurde er 1683 in Erfurt Hilfsprediger. Kurz darauf wählte man ihn zum Diaconus der Barfüßerkirche.
1693 wurde Pfeiffer zum Pastor der Thomaskirche in Leipzig berufen, was er aber seiner Gesundheit wegen ablehnte. Zugleich nahm er das Diakonat der Erfurter Predigerkirche an. Dort wirkte er bei einer großen Gemeinde. Seine Freizeit verwendete er zur theologischen Fortbildung.
1709, als die Universität Leipzig ihr Jubiläum beging, promovierte Pfeiffer zum Doktor der Theologie, indem er sein Werk de summa et aeterna Christi deitate verteidigte. Von nun an hielt er an der Universität Erfurt Vorlesungen zu den orientalischen Sprachen, zur Kirchengeschichte und zur Dogmatik.
Pastor der Erfurter Rats- und Predigerkirche wurde Pfeiffer 1718, vier Jahre darauf Ephorus des Ratsgymnasiums und weitere vier Jahre später schließlich ordentlicher Theologieprofessor, Senior des Ministeriums und Prot-Ephorus.
Sein Jubiläum bei der Predigerkirche beging Pfeiffer 1733, zehn Jahre darauf verstarb er 80-jährig. Er litt unter Hypochondrie. Er hinterließ Johann Christoph Pfeiffer (1705–1768), der auch Theologe wurde.

## Werke
- Gymnasium gemens sub tralatitiae logices per indigno parites ac sontico seu antanalytico onere (Leipzig 1688)
- Evangelischer Bußspiegel, bestehend in verschiedenen Bußpredigten, welche an den öffentlichen Bußtagen in Erfurt gehalten worden (Erfurt 1700)
- Die Seligkeit der Zuhörer göttlichen Worts (Erfurt 1700)
- Oratio dominica oder Erklärung des heiligen Vaterunsers, darinnen theils insgemein das Vaterunser in einem kurzen Gebets-Syllogismo, theils insonderheit Gott als ein majestätischer König in den sieben Bitten, und zwar I. nach seiner Königl. Hofkirche; II. nach seinem Königreiche; III. nach seiner Kanzley oder Regierung; IV. nach seinem Provianthause; V. nach seinem Kammergerichte; VI. nach seinem Reiß- oder Zeughause; VII. nach seinem himmlischen Freudensaale vorgestellt wird (Erfurt 1700)
- Diss. inaug. historico-theologica de summa et aeterna Christi deitate (Leipzig 1709)
- Dissertationis hujus sectio elenchtica et practica (Leipzig 1710)
- Vera Christi deitas oder die wahre Gottheit unsers Erlösers Jesu Christi (Frankfurt/Leipzig 1710)
- Historischer Herzensspiegel nach Anleitung des Decalogi oder ersten Hauptstücks christlicher Lehre, aus gewissen biblischen Geschichten der Gemeine Gottes in Erfurt Anno 1716 vorgestellet, daß in selbigem das lehrbegierige Herz informirt, das sichere corrigirt, das bekümmerte getröstet und aufgerichtet wird (Erfurt 1718)
- Erfurtisches Denkmal des wunderbaren Raths Gottes, wie solcher bei der den 21. October Anno 1736 Dom. 21 post Trinit. entstandenen entsetzlichen Feuersbrunst wahrgenommen worden, in drei Dom. 22 post Trinit. gehaltenen Brand- und einer Dankpredigt, der Gemeine Gottes vorgetragen und nebst einer kurzen Vorrede herausgegeben (Erfurt 1737)